# Drumul european E711
Drumul european 711 leagă Lyon de Grenoble în Franța.

## Traseu
| Franța |                  |              |                              |
|        | Traseu           |              | Intersecții Drumuri Europene |
| A43    | Lyon - Rives     | Lyon         | E15                          |
| A43    | Lyon - Rives     | Saint-Priest | E70                          |
| A48    | Rives - Grenoble | Voreppe      | E713                         |
| A48    | Rives - Grenoble | Grenoble     | E712                         |